# Quận Carroll, Ohio

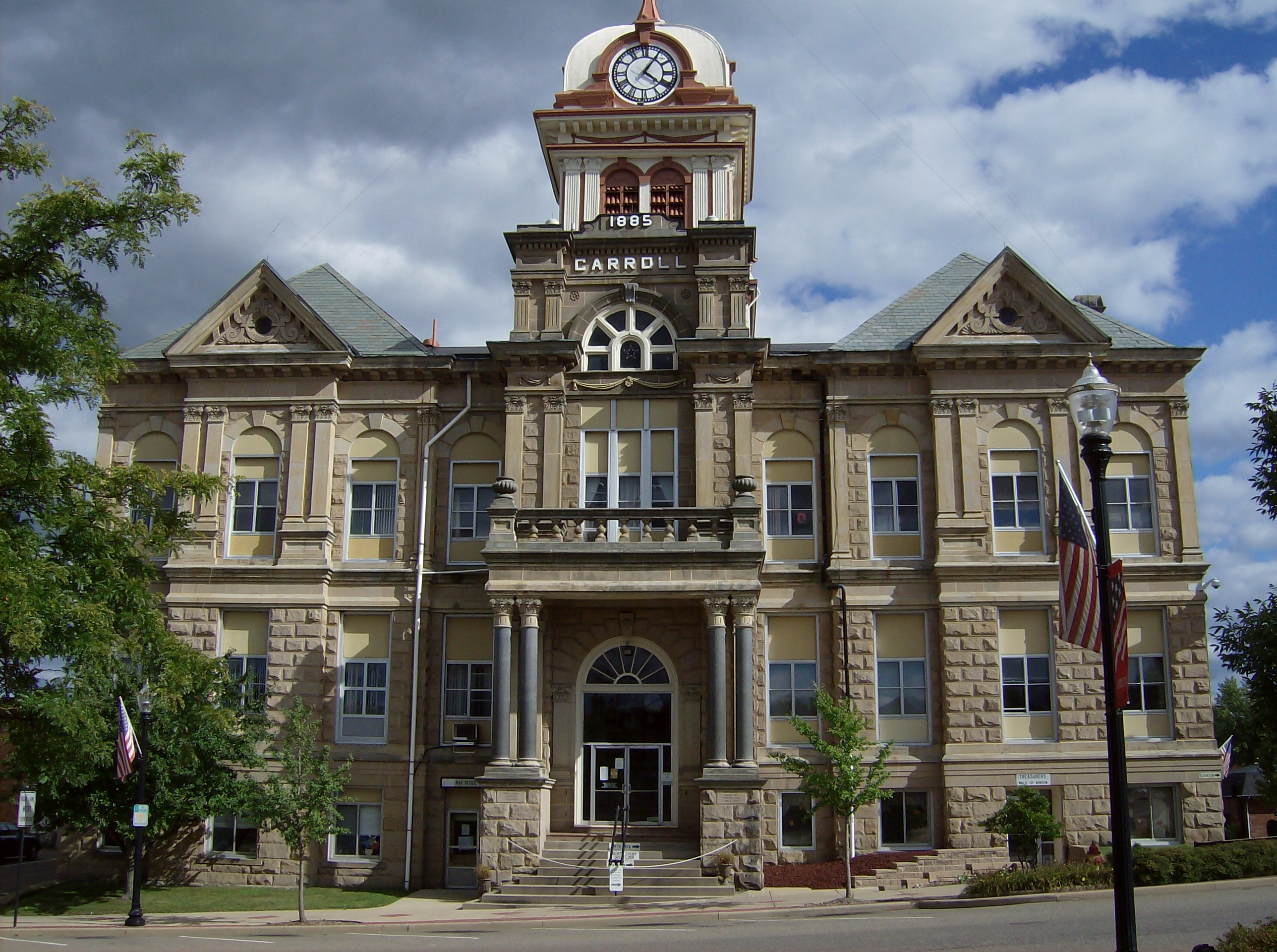
Tòa án quận Carroll.

Quận Carroll là một quận thuộc tiểu bang Ohio, Hoa Kỳ. Quận lỵ đóng ở Carrollton6. 
Dân số năm 2010 là 28.836 người, không thay đổi từ năm 2000.. Quận được đặt tên theo Charles Carroll của Carrollton, người ký sống sót sau cùng của tuyên ngôn độc lập. 
Quận Carroll thuộc vùng đô thị Canton–Massillon Canton-Massillon.

## Địa lý
Theo Cục điều tra dân số Hoa Kỳ, quận này có diện tích 1022 km2, trong đó có 11 km2 là diện tích mặt nước.